# أغودات يسرائيل

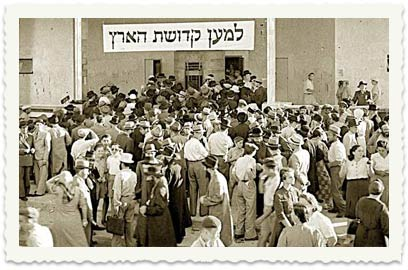
مؤتمر جماعة اجوداث يسرائيل

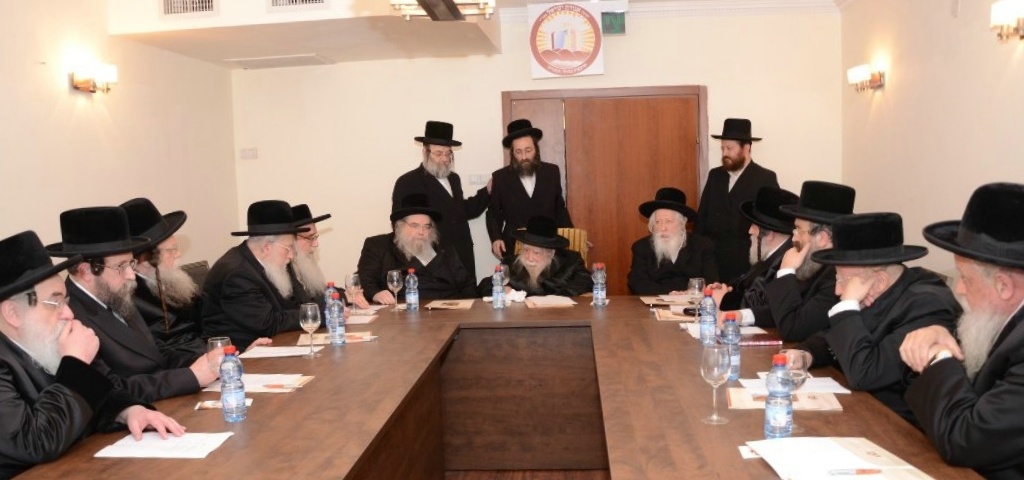
مؤتمر جماعة اجوداث يسرائيل

أغودات يسرائيل (بالعبرية: אגודת ישראל، جماعة اجوداث إسرائيل، تترجم أيضاً جماعة اجوداث يسرائيل) بدأ كالحزب السياسي الأصلي الذي يمثل سكان يهودية حريدية في إسرائيل. كان الحزب مظلة لجميع اليهود الحريديم تقريباً في إسرائيل، وقبل ذلك في عهد الانتداب البريطاني على فلسطين. نشأ من جماعة أجوداث إسرائيل العالمية الأصلية التي تأسست في سيليزيا العليا في أوائل القرن العشرين.

## تأريخها
عندما بدأت الصهيونية السياسية في الظهور في عام 1890 حيث تم تجنيد المؤيدين في أوروبا وأمريكا، وقد عورض من قبل معظم اليهود الأرثوذكس، الذين أعتقدوا أن إسرائيل ستخرج من التدخل الإلهي, حيث تأسست أغودات يسرائيل في كاتوفيتشي، الإمبراطورية الألمانية، ( كاتوفيتسه، بولندا الآن) في عام 1912، وذلك بهدف توفير مظلة لليهود المتدينين الذين عارضوا الحركة صهيونية في فلسطين.

## وصلات خارجية
- Agudat Yisrael موقع كنيست
- Agudat Yisrael مكتبة اليهود الواقعية